# Cyklon Nisha (2008)
Cyklon Nisha – dziewiąty sztorm tropikalny w sezonie cyklonów na Oceanie Indyjskim w 2008 roku. Cyklon spowodował śmierć 204 osób i straty o wysokości 800 milionów dolarów. Jego maksymalna prędkość wiatru wyniosła 100 km/h (65 mph).
Cyklon nawiedził dwa kraje położone nad Oceanem Indyjskim – Indie oraz Sri Lankę.
W wyniku przejścia cyklonu najbardziej ucierpiały Indie, gdzie zginęło 189 osób. Większość ofiar zginęło wskutek gwałtownych i silnych opadów deszczu. W mieście Tańdźawur odnotowano największe opady od 65 lat – w przeciągu doby spadło 660 milimetrów deszczu.
Na Sri Lance, cyklon spowodował śmierć 15 osób. Ponad 20 tysięcy mieszkańców Dżafny opuściło swe domy w obawie przed cyklonem.

## Ofiary cyklonu
| Kraj      | Ofiary śmiertelne |
| --------- | ----------------- |
| Indie     | 189               |
| Sri Lanka | 15                |
| Razem     | 204               |